# Taupe romaine
Talpa romana
Espèce
Statut de conservation UICN

 LC  : Préoccupation mineure
La Taupe romaine (Talpa romana) est une espèce de Mammifères appartenant à la famille des Talpidés (Talpidae). Cette taupe est endémique d'Italie.

## Habitat et répartition

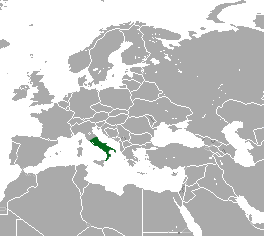
Carte de répartition en Eurasie

Talpa romana est un animal terrestre.
C'est une taupe endémique d'Italie.

## Classification
Cette espèce a été décrite pour la première fois en 1902 par le zoologiste britannique Michael Rogers Oldfield Thomas (1858-1929). 
Classification plus détaillée selon le Système d'information taxonomique intégré (SITI ou ITIS en anglais) :
 Règne : Animalia ; sous-règne : Bilateria ; infra-règne : Deuterostomia ; Embranchement : Chordata ; Sous-embranchement : Vertebrata ; infra-embranchement : Gnathostomata ; super-classe : Tetrapoda ; Classe : Mammalia ; Sous-classe : Theria ; infra-classe : Eutheria ; ordre : Soricomorpha ; famille des Talpidae ; sous-famille des Talpinae ; tribu des Talpini ; genre Talpa.
Traditionnellement, les espèces de la famille des Talpidae sont classées dans l'ordre des Insectivores (Insectivora), un regroupement qui est progressivement abandonné au XXIe siècle.

### Liste des sous-espèces
Selon Mammal Species of the World (version 3, 2005)  (15 octobre 2015) et Catalogue of Life (15 octobre 2015) :
- sous-espèce Talpa romana adamoi Capolongo & Panasci, 1976
- sous-espèce Talpa romana aenigmatica Capolongo & Panasci, 1976
- sous-espèce Talpa romana brachycrania Capolongo & Panasci, 1976
- sous-espèce Talpa romana montana Cabrera, 1925
- sous-espèce Talpa romana romana Thomas, 1902
- sous-espèce Talpa romana wittei Capolongo, 1986